# Khopoli
Khopoli ist eine Stadt im indischen Bundesstaat Maharashtra. Die Stadt ist Teil der Metropolregion Mumbai.
Die Stadt ist Teil des Distrikts Raigad. Khopoli hat den Status eines Municipal Council. Die Stadt ist in 26 Wards gegliedert. Sie hatte am Stichtag der Volkszählung 2011 insgesamt 71.141 Einwohner, von denen 37.305 Männer und 33.836 Frauen waren. Hindus bilden mit einem Anteil von über 71 % die Mehrheit der Bevölkerung in der Stadt. Die Alphabetisierungsrate lag 2011 bei 87,62 % und damit deutlich über dem nationalen Durchschnitt.
Die Stadt ist mit dem Mumbai Suburban Railway verbunden und gut von Mumbai aus zu erreichen.